# Buglose

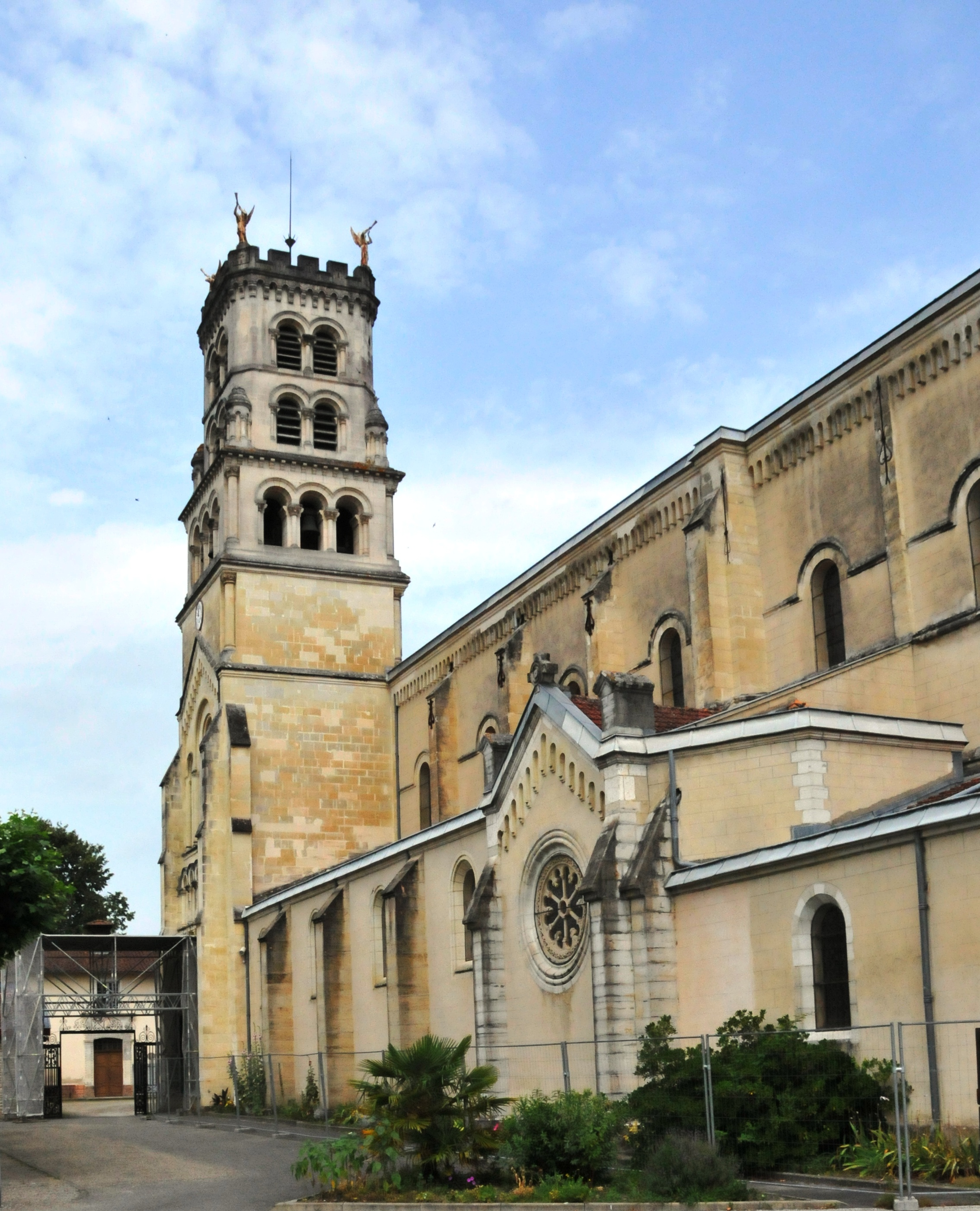
Notre-Dame-de-Buglose

Der Weiler Buglose (franz. für Ochsenzunge) ist ein Ortsteil von Saint-Vincent-de-Paul, einer südfranzösischen Kleinstadt im Département Landes der Region Nouvelle-Aquitaine.
Buglose ist ein wichtiger Wallfahrtsort und wird auch Das Lourdes der Landes genannt.

## Namensherkunft
Der Ort wurde früher Berglosse geschrieben. Die heutige Schreibweise erschien erstmals Mitte des 17. Jahrhunderts. Der Name soll vom Muhen (franz. beuglement) der vergleichsweise störrischen Ochsen abgeleitet worden sein, deren Bedeutung in der folgenden Legende beschrieben ist.

## Geschichte
Der Domherr Labarrère, Geschichtsforscher des Ortes, glaubt, dass die Anfänge des Kultes um die Kirche Notre-Dame-de-Buglose in das 15. Jahrhundert zurückreichen. Die Kirche ist der Mittelpunkt des Ortes, unter anderem bekannt durch ihr einzigartiges Glockenspiel, eines der schönsten in Frankreich. Es besteht aus 60 Glocken, von denen 40 benutzt werden, während die übrigen 20 still bleiben, um den Gleichklang der Glocken zu verbessern.

## Legende
Folgende Legende wird mit dem Kult um die Kirche in Verbindung gebracht: Um sie der Leidenschaft der Hugenotten zu entziehen, wurde die Mutter-Gottes-Statue während der Religionskriege verborgen. 1620 bemerkte ein Hirt, der in der Gegend seine Herde hütete, dass sich einer seiner Ochsen öfters in einen nahegelegenen Sumpf von der Herde entfernte, der sich hinter einem dichten Gestrüpp befand. Um die Angelegenheit zu untersuchen, kletterte er auf einen Baum und sah, wie sein Tier eine seltsame Figur ableckte, die im Schlamm steckte. Was er dann dort fand, war die 400 kg schwere steinerne Statue der Jungfrau Maria mit dem Kinde. Auf Wunsch seiner Exzellenz von Sault, dem Bischof von Dax, wurde beschlossen, die Statue zur Kirche von Pouy zu transportieren. Aber schon bald wollten die zum Transport bestimmten Ochsen nicht mehr weiter gehen und blieben einfach stehen. Dieses Verhalten wurde als das Zeichen des göttlichen Willens gedeutet, nämlich dass die Statue in Buglose bleiben sollte. Daraufhin errichtete man an der Stelle der früheren Kapelle zur Quelle die Kapelle der Wunder, die nun der Statue Schutz bot.

## Baugeschichte
Der Abt Mauriol ließ in Buglose eine Kirche erbauen, die der Bedeutung von de Saint-Vincent-de-Paul würdig war und die 1750 eingeweiht wurde. Etwa um 1850 jedoch wurde sie durch eine neue Kirche im romanischen Stil ersetzt, die noch beeindruckender war als die bisherige und die 1864 vollendet wurde.
Diese Basilika beherbergt heute die berühmte Statue. Das so genannte Kloster von Buglose befindet sich neben der Kirche. Es ist die ehemalige Unterkunft der Lazaristen.

Bilder der Kirche
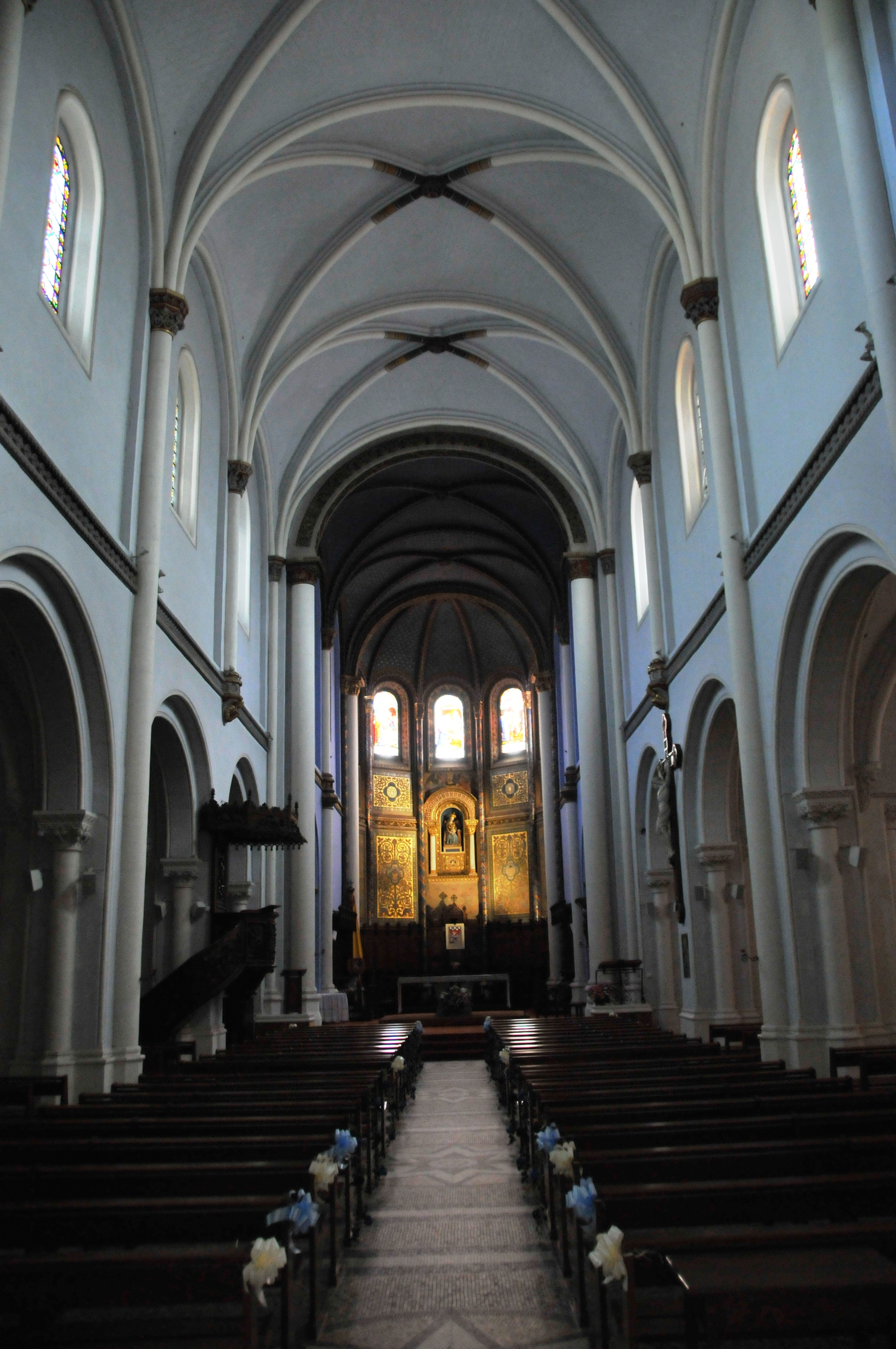
Kircheninneres mit Altar
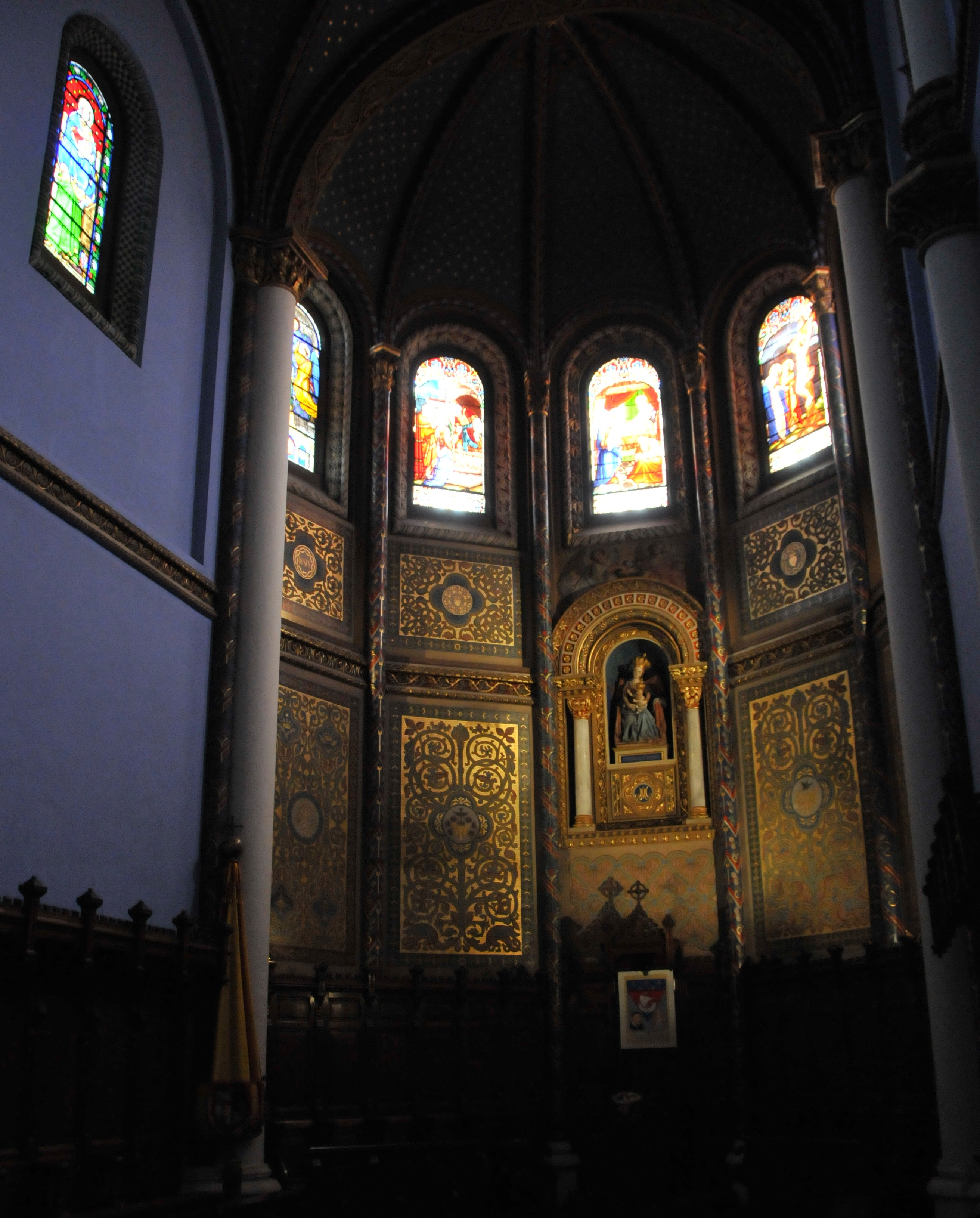
Altarraum
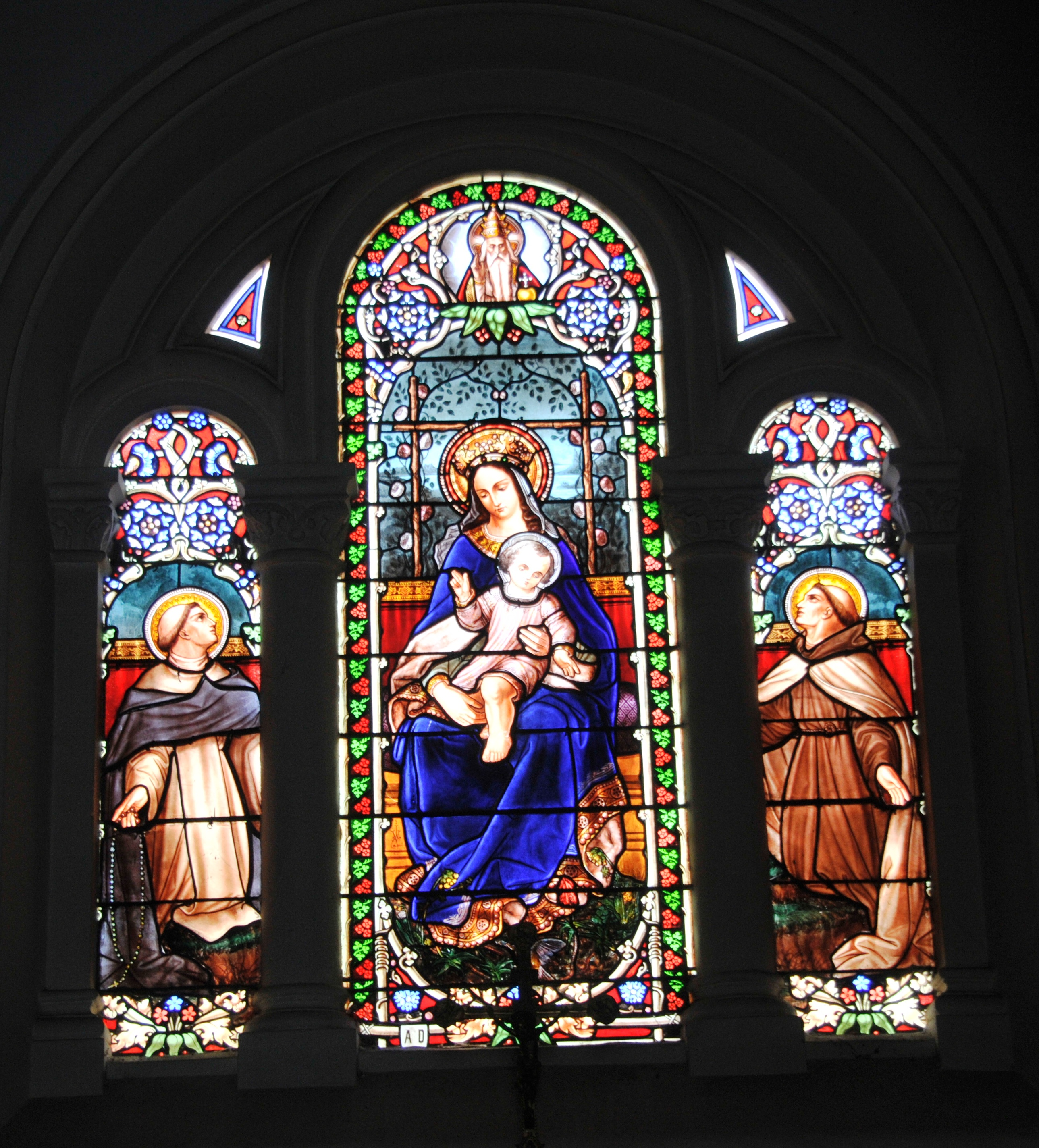
Kirchenfenster mit Maria mit dem Kinde
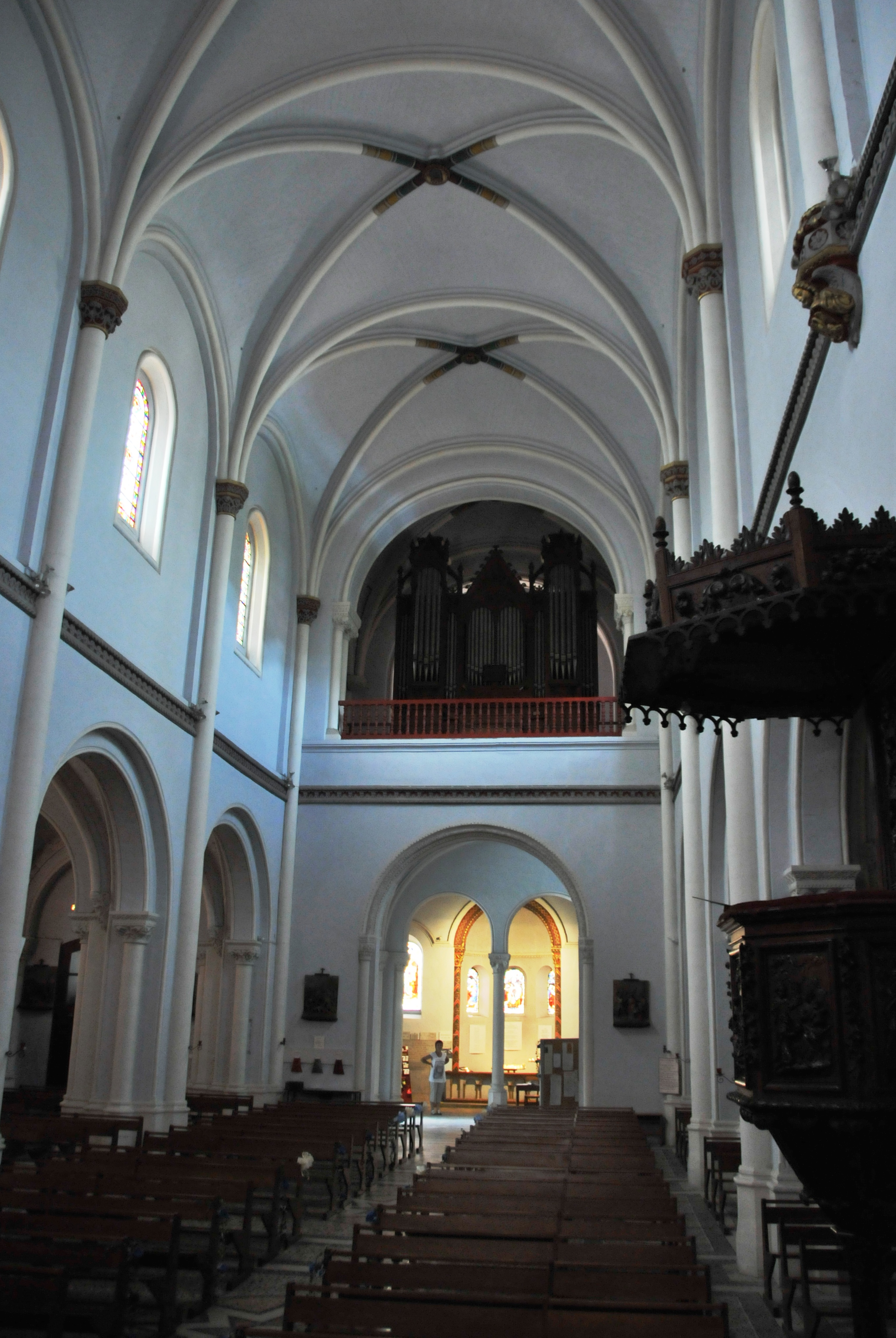
Kircheninneres mit Orgel
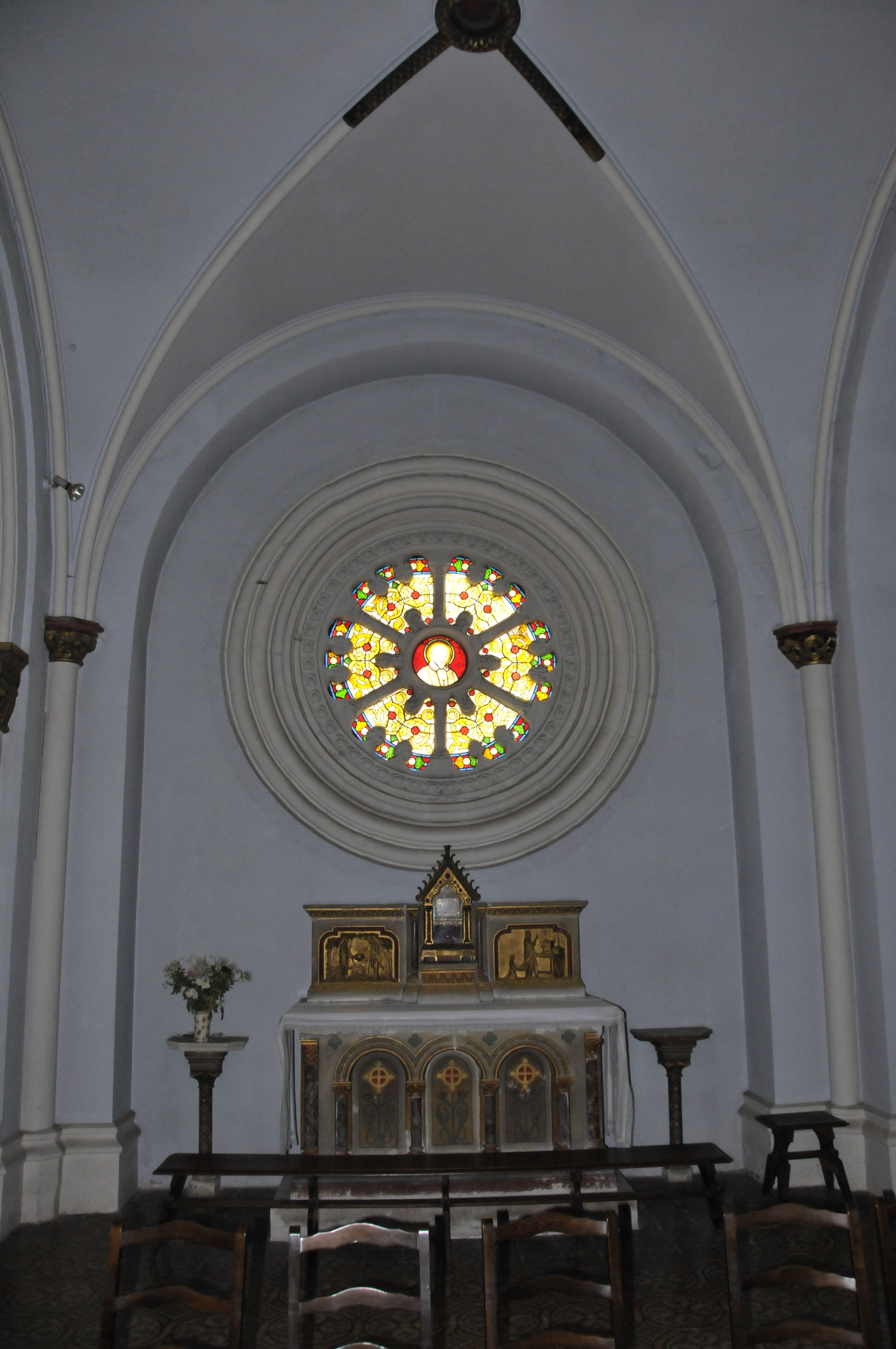
Altarraum im Seitenschiff
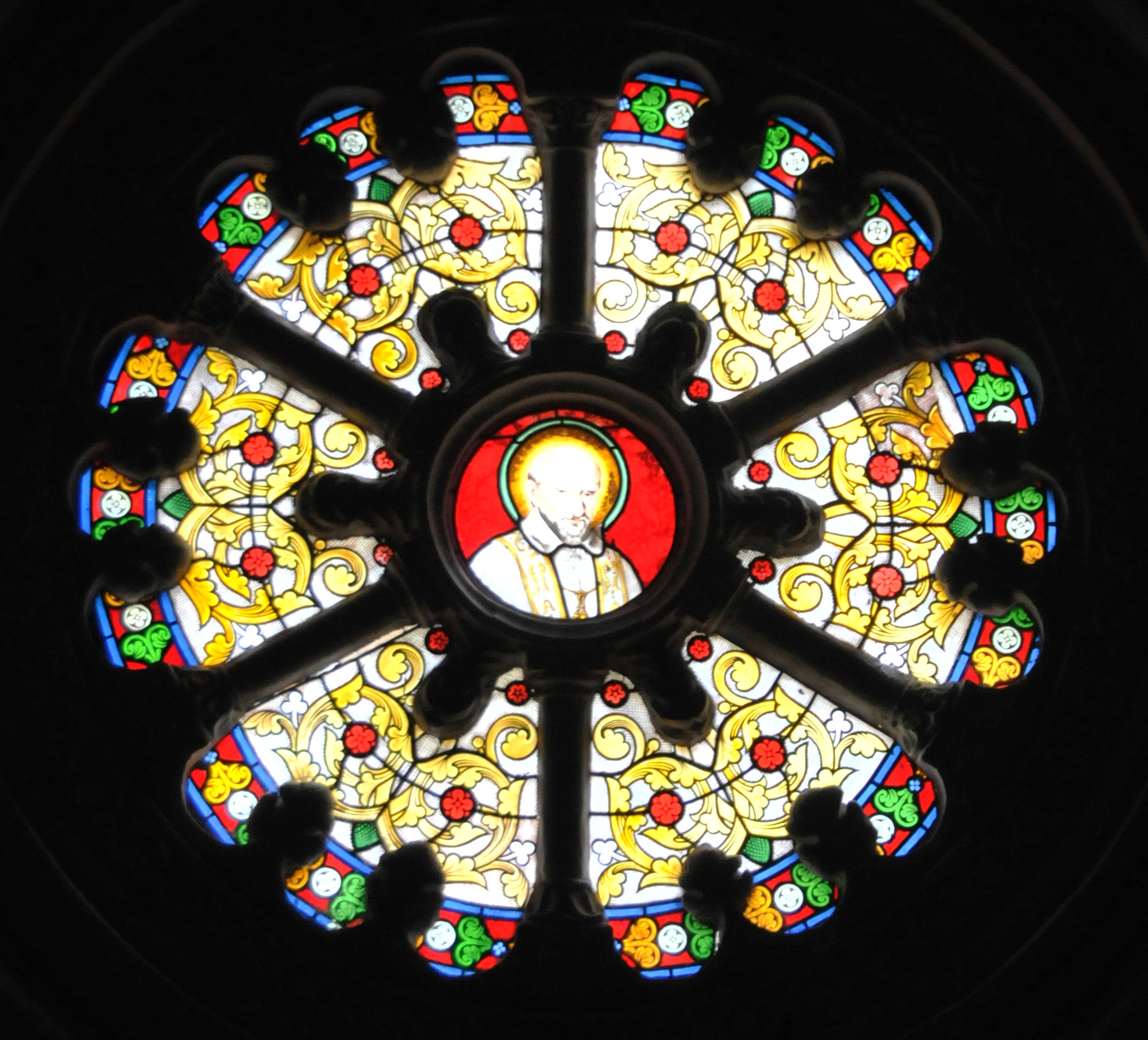
Fensterrose
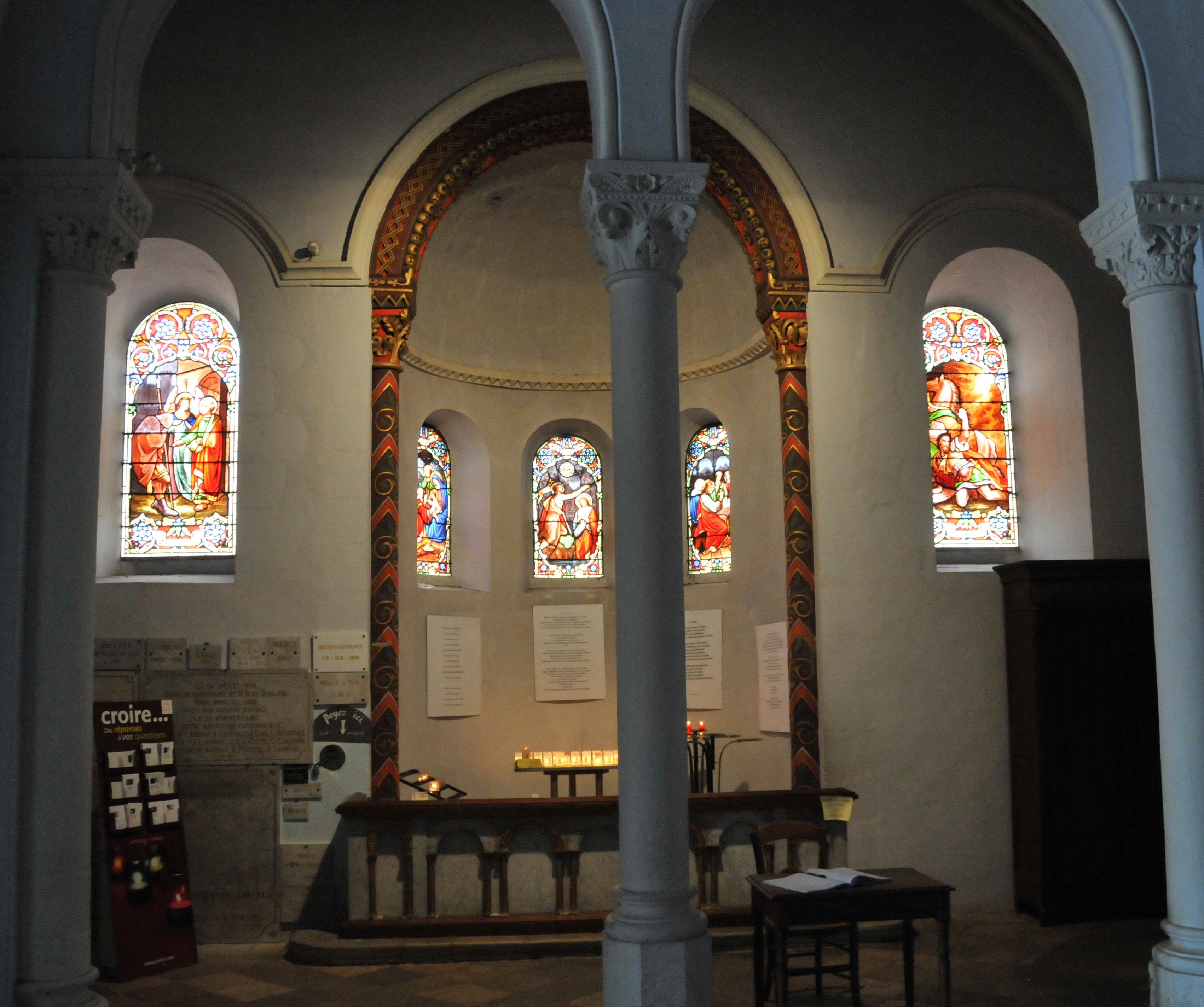
Altarraum im Seitenschiff
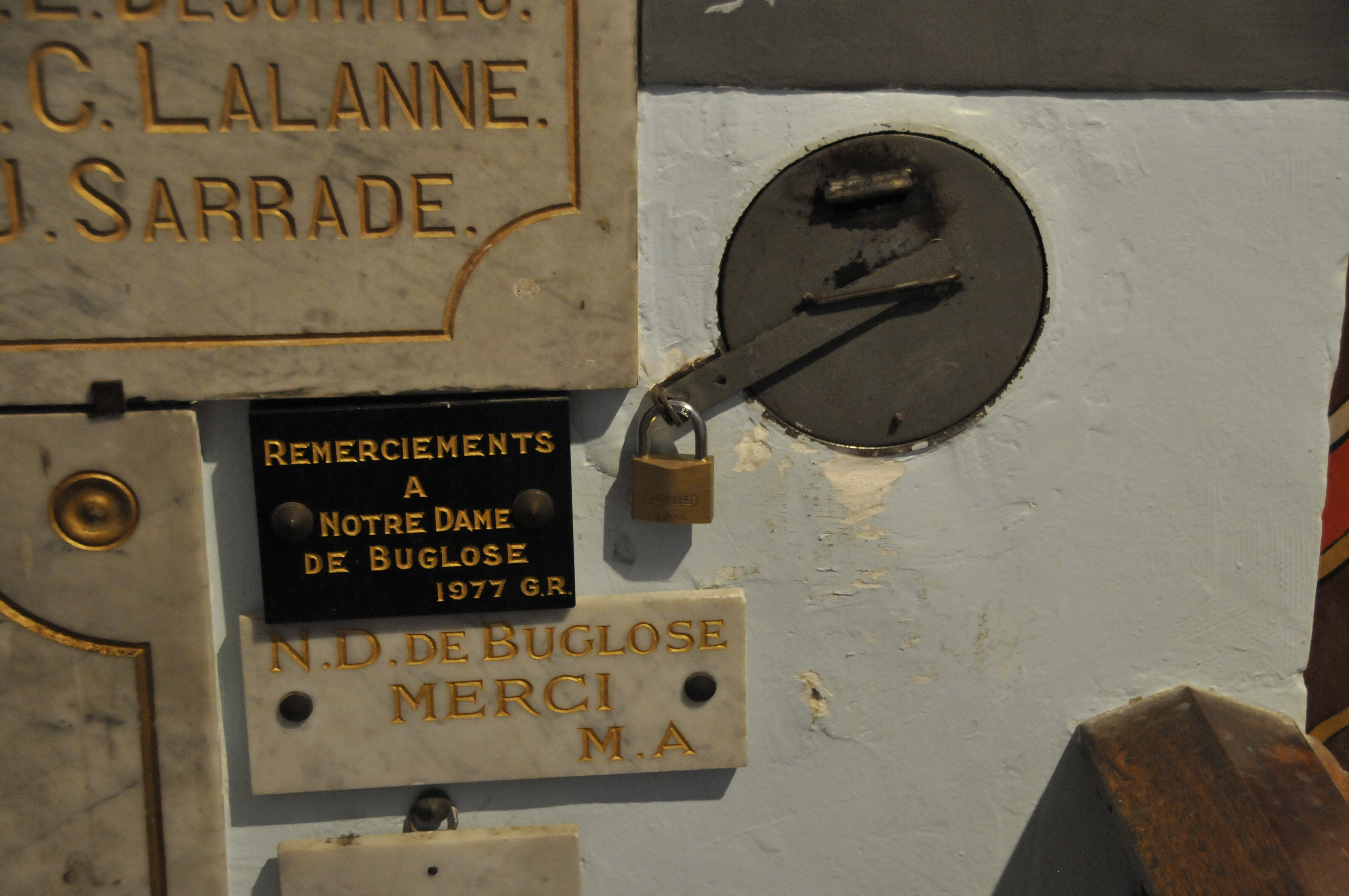
Einwurfschlitz für Spendengelder
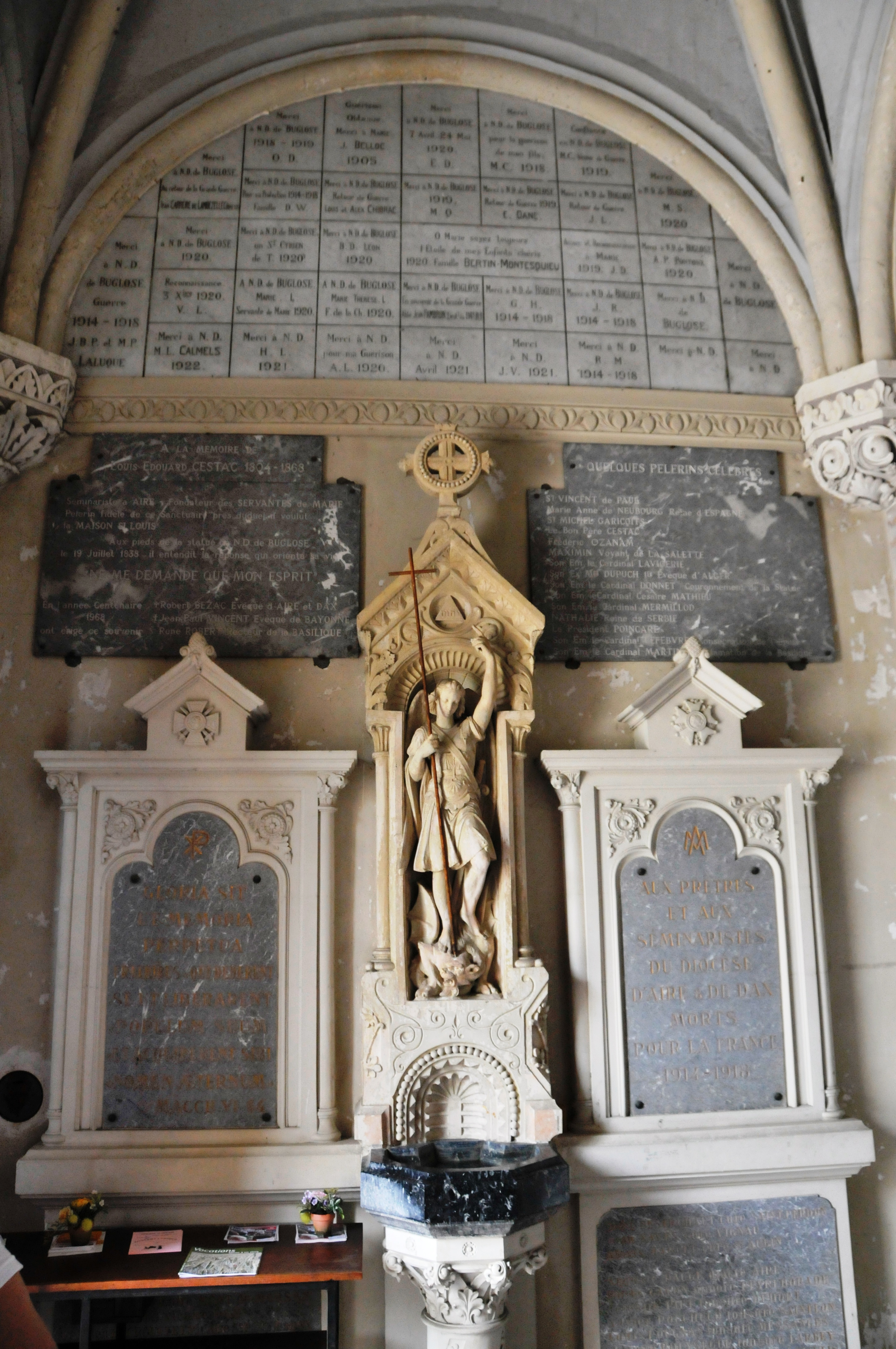
Eingangsbereich mit Dankestafeln und Weihwasserbecken